# Catarhoe annulata
Catarhoe annulata là một loài bướm đêm trong họ Geometridae.